# Sheffield Sharks
Die Sheffield Sharks (offiziell: One Health Sharks Sheffield) sind eine professionelle Basketballmannschaft aus Sheffield in England. Die Mannschaft wurde 1991 als Sheffield Forgers gegründet und ersetzten bereits drei Jahre später nach dem Gewinn der National Trophy die Guildford Kings in der geschlossenen Profiliga British Basketball League (BBL). Hier war der Verein ebenfalls sehr erfolgreich und verpasste seit ihrer Aufnahme in die höchste britische Spielklasse noch nie die Play-offs der besten acht Mannschaften am Saisonende.

## Geschichte

### Sheffield Forgers (1991 bis 1994)
1991 meldete man unter dem Namen „Forgers“ (deutsch Schmiede) eine Mannschaft zum Spielbetrieb in den Wettbewerben der „National Basketball League“ (NBL) an. Die Namensgebung knüpfte an die Tradition Sheffields als Zentrum der Stahlverarbeitung in England an. In der zweiten Division erreichte man im zweiten Jahr die Meisterschaft 1993 und den Aufstieg in die NBL Division One. In der Saison nach dem Aufstieg erreichte man das Finale der National Trophy, in dem man die Plymouth Raiders mit zwei Punkten Unterschied 62:60 besiegte und den ersten Titelgewinn für den Verein erreichte.

### Sharks in der Zeit von Chris Finch (1994 bis 2004)
1994 wurde die Chrysalis Group, die sich ansonsten insbesondere in der Musikindustrie einen Namen gemacht hat, Eigentümer der Sharks. Nach dem schnellen sportlichen Erfolg und dem finanziellen Rückhalt durch den neuen Eigentümer konnte man 1994 in der geschlossenen Profiliga BBL die Lizenz der Guildford Kings übernehmen, die in den Anfangsjahren der BBL seit 1987 die sportlich erfolgreichste Mannschaft war. In ihrer Premierensaison in der BBL erreichten die Sharks, die in der Sheffield Arena ihre Heimspiele austrugen, den Titelgewinn im National Cup und auf Anhieb den ersten Platz nach der regulären Saison bei nur sieben Niederlagen in 36 Spielen. Mit Roger Huggins stellten sie auch den „Most Valuable Player“ (MVP) der BBL. Das Finalspiel des Ligapokals BBL Trophy verlor man gegen die Thames Valley Tigers, gegen die man im Finale des National Cup noch gewonnen hatte. Im Halbfinale der Play-offs verlor man jedoch gegen den Titelverteidiger Worthing Bears. 
In der folgenden Saison 1995/96 nahmen die Sharks als Erster der regulären Saison an der FIBA Europaliga teil. Nach einer erfolgreichen Qualifikation gegen den luxemburgischen Meister schied man in ersten Hauptrunde gegen die renommierte spanische Mannschaft Real Madrid vor Erreichen der Gruppenphase aus. In der nationalen Liga konnte man noch ein Spiel mehr als in der Vorsaison gewinnen, belegte aber den zweiten Platz in der Abschlusstabelle hinter den London Towers, gegen die man als Titelverteidiger auch das Finalspiel im National Cup verlor. Nachdem man in der ersten Runde der Play-offs noch den Titelverteidiger Worthing Bears besiegt hatte, schied man erneut im Halbfinale aus, diesmal gegen den späteren Titelgewinner Birmingham Bullets. Zur folgenden Saison wurde der gebürtige US-Amerikaner Chris Finch Spielertrainer der Sharks, der bereits seit 1992 für die Sharks spielte. Das Finalspiel im National Cup ging gegen die London Towers verloren und das Halbfinale der Play-offs ging für die drittplatzierten Sharks ebenfalls gegen diesen Gegner verloren, der anschließend im Finale den Titel holte. Die Towers waren auch der Gegner im Finalspiel der BBL Trophy 1998 in der folgenden Saison, in dem die Sharks mit dem 82:79-Finalsieg ihren ersten Titel unter Chris Finch als Trainer holten und mit John Amaechi den seinerzeit wohl prominentesten britischen Spieler in ihren Reihen hatten. In den Play-offs schieden die viertplatzierten Sharks jedoch in der ersten Runde gegen die Thames Valley Tigers aus. Chris Finch war im Folgenden für die Sharks nur noch als Trainer aktiv und beendete seine Spielerkarriere.
Im National Cup 1999 gewannen die Sharks das Finalspiel mit 67:65 gegen die Greater London Leopards und belegten mit MVP Terrell Myers auch den ersten Platz nach der regulären Saison der BBL. Im Halbfinale der Play-offs verlor man erneut gegen die London Towers, die sich im Finale einen weiteren Titel sichern konnten. In der folgenden Spielzeit konnten die Sharks ihren Titel im National Cup verteidigen, nachdem man das Finale gegen die Manchester Giants gewann. Diese schlugen die Sharks jedoch nicht nur in der BBL Trophy, sondern belegten auch den ersten Platz in der neu eingerichteten „Northern Conference“ der BBL vor den Sharks. In der ersten Runde der Play-offs verlor man dann gegen die Birmingham Bullets und beendete die Saison frühzeitig. In der Saison 2000/01 erreichten die Sharks unter anderem mit Fabulous Flournoy, der anschließend die Newcastle Eagles zum führenden „Franchise“ der BBL machte, den ersten Platz der Northern Conference mit der zweitbesten Saisonbilanz aller Mannschaften der BBL. Anschließend erreichte man das Play-off-Finalspiel, das jedoch gegen die Leicester Riders verloren ging, die zuvor den Südersten London Towers ausgeschaltet hatten. Die Chrysalis Group verkaufte das Franchise jedoch und den Sharks schien das Geld auszugehen, bevor sie von der Montgomery Leisure Services Ltd. übernommen wurden. In der Saison 2001/02 belegte man den zweiten Platz in der Northern Conference hinter den Chester Jets, die in dieser Spielzeit das Geschehen in der BBL dominierten und am Ende alle Titel gewannen. So verloren die Sharks bei ihrer zweiten Play-off-Finalspiel-Teilnahme hintereinander gegen die Jets mit 82:93.
In der Saison 2002/03 schieden die Sharks in den Pokalwettbewerben der BBL frühzeitig aus, doch in der vereinigten BBL, die auf die Conferences wieder verzichtete, belegte man den ersten Platz nach der regulären Saison. Im Halbfinale der Play-offs verlor man knapp mit zwei Punkten Unterschied gegen den späteren Titelgewinner Scottish Rocks. Anschließend verließ Chris Finch den Verein, dem er seit 1992 elf Jahre als Spieler und Trainer angehört hatte, und ging kurzzeitig als Trainer in die deutsche Basketball-Bundesliga zu den Gießen 46ers, bevor er in Belgien als Vereinstrainer und späterer Nationaltrainer der britischen Nationalmannschaft zahlreiche britische Nationalspieler um sich scharte. In der folgenden Saison 2003/04 hatte man zunächst weiterhin sportlichen Erfolg, als man im BBL Cup, der den National Cup abgelöst hatte und nun ein reiner Ligapokal war, die Scottish Rocks im Finale besiegen konnte und den ersten Titel in diesem neu benannten Wettbewerb erreichte. In der Liga belegte man den zweiten Platz nach der regulären Saison und erreichte das Finale, das man erstmals in der Vereinsgeschichte durch ein 86:74 über die Chester Jets gewann. Anschließend folgte jedoch eine sechsjährige titellose Zeit in der BBL.

### Durststrecke und neue Erfolge im Cup und in der Trophy (seit 2004)
Nachdem die Sharks in den Pokalwettbewerben der Saison 2004/05 bereits frühzeitig ausgeschieden waren, erreichte man als viertplatzierte Mannschaft die Play-offs der BBL. Nach einem überzeugenden Viertelfinal-Erfolg verlor man das Halbfinale gegen die Newcastle Eagles, die anschließend ihren ersten Play-off-Titel gewannen und zur neuen Macht in der BBL aufstiegen. Nate Reinking verließ anschließend nach sechs Jahren die Sharks und folgte Chris Finch nach Belgien, der auch Roger Huggins zu Euphony Bree holte. Als Drittplatzierter der Saison 2005/06 verlor man das Play-off-Halbfinale gegen die Scottish Rocks. In der Saison 2006/07 wechselte man an das English Institute of Sport als neuer Heimspielstätte und verbesserte sich auf den zweiten Platz der Abschlusstabelle. Mit Jeff Bonds stellte man zudem den Co-MVP der BBL, der nach der Saison nach Spanien wechselte. Das Play-off-Halbfinale verlor man diesmal gegen Titelverteidiger Newcastle Eagles und konnte mit einem Sieg gegen die Guildford Heat im kleinen Finale um den dritten Platz im Duell der beiden besten Mannschaften der regulären Saison einen versöhnlichen Saisonabschluss feiern.
In der Saison 2007/08 schieden die zuvor erfolgsverwöhnten Sharks als Sechstplatzierte in der ersten Play-off-Runde aus. In der folgenden Saison hatte man unter dem Strich das gleiche Ergebnis, wobei die Sharks erstmals in ihrer Vereinsgeschichte eine negative Saisonbilanz aufwiesen. Die Sharks konnten diesen „Tiefpunkt“ jedoch mit dem Gewinn des BBL Cups und ihrem ersten Titelgewinn seit sechs Jahren beantworten. In der Meisterschaft hatte man nach nur sechs Niederlagen in 36 Spielen die zweitbeste Bilanz aller Mannschaften der BBL hinter Titelverteidiger Newcastle Eagles und stellte mit Mike Cook den MVP der Liga, doch im Halbfinale der Play-offs schied man gegen die Glasgow Rocks aus. 2011 verteidigte man den Titel im BBL Cup, als man im Finale die Mersey Tigers klar mit 93:66 besiegte, die ansonsten die restlichen Titel der BBL gewannen, darunter auch das Finale der beiden besten Mannschaften der regulären Saison in den Play-offs, wo die Tigers in einer Finalrevanche für die Niederlage im BBL Cup die Sharks besiegen konnten. 
In der Saison 2011/12 kehrte der mittlerweile knapp 38-jährige Nate Reinking zu den Sharks zurück, um sich in der letzten Saison seiner Spielerkarriere auf die Olympischen Spiele 2012 mit der britischen Nationalmannschaft vorzubereiten. Als Siebtplatzierter wies man jedoch am Saisonende zum zweiten Mal eine negative Saisonbilanz mit mehr Niederlagen als gewonnenen Spielen auf. Folgerichtig schied man dann auch in der ersten Play-off-Runde aus. In der Saison 2012/13 gewann man die BBL Trophy im Finale mit zwei Punkten Unterschied gegen die Leicester Riders, die ansonsten alle Titel der BBL gewannen. In der Abschlusstabelle der Meisterschaft belegte man erneut den siebten Platz, jedoch mit einer positiven Saisonbilanz. Dies schützte die Sharks jedoch nicht vor einem erneuten Ausscheiden in der ersten Play-off-Runde gegen Titelverteidiger Newcastle Eagles.